# Escándalos de vacunación irregular contra la COVID-19
En diversos países se han producido escándalos por la vacunación irregular contra la COVID-19, es decir, por irregularidades en la provisión, distribución e inoculación de vacunas contra la COVID-19. En particular, han recibido amplias críticas los casos de políticos, otras autoridades y celebridades a quienes se ha suministrado la vacuna antes del turno que les corresponde según el protocolo de vacunación, en lo que se ha denominado popularmente «saltarse la cola», «vacunación VIP» o «vacunagate».

## Contexto
Entre diciembre de 2020 y principios de 2021, la Organización Mundial de la Salud aprobó las primeras vacunas contra la COVID-19. De forma paralela, la Oficina de Naciones Unidas contra la Droga y el Delito publicó un informe alertando de los riesgos asociados a la fabricación, asignación y distribución de las vacunas por todo el mundo. De acuerdo con este informe, los riesgos podían materializarse en «la introducción de vacunas de calidad inferior o falsificadas en los mercados, el robo de vacunas dentro de los sistemas de distribución, las fugas de fondos de emergencia designados para el desarrollo y la distribución de vacunas, el nepotismo, el favoritismo y la corrupción en los sistemas de adquisición».

## Escándalos por país

### Canadá
El ejecutivo del sector del juego Rodney Baker y su mujer, la actriz de origen ruso Ekaterina, volaron desde Vancouver hasta Whitehorse, a capital de Yukón, donde alquilaron un avión para volar a la comunidad indígena de Beaver Creek (Yukón). Allí se presentaron en una clínica móvil haciéndose pasar por trabajadores de un motel local para ser vacunados. Al regresar a Whitehorse, fueron multados con 2300 dólares canadienses por incumplir la cuarentena obligatoria e incumplir una declaración jurada. Tras salir a la luz el caso a través de la prensa local, Baker dimitió de su puesto de consejero delegado.

### Chile
En febrero de 2021, el periódico El Mercurio consignó que cerca de 35 mil personas se habían vacunado contra la COVID-19 en Chile sin ser parte de los grupos prioritarios los cuales el Ministerio de Salud había definido en el calendario de vacunación, esto debido a las diversas autorizaciones que habrían dado algunos municipios para vacunar a otros grupos, donde se cuentan trabajadores de ferias libres, deportistas y profesores fuera de las fechas establecidas. Ante esto, el ministerio de Salud donde anunció que se realizará sumarios a las comunas que vacunaron a personas fuera de los grupos prioritarios. El ministro Enrique Paris tildó la situación como «insólita» y como un «problema generalizado».

### España
En diciembre de 2020, el Consejo Interterritorial del Sistema Nacional de Salud de España emitió un primer documento técnico exponiendo la estrategia nacional de vacunación contra la COVID-19. Esta estrategia se ha ido actualizando a lo largo del tiempo, estableciéndose un protocolo que priorizaba la vacunación a determinados grupos de población con mayor riesgo, como las personas de edad avanzada en residencias o personal sanitario de primera línea.
En enero de 2021, se empezaron a destapar casos de cargos de responsabilidad que se habían vacunado antes de lo que marcaba el protocolo, lo que cosechó duras críticas que en varios casos obligó a que los vacunados dieran explicaciones, siendo habitual que alegaran que se les había ofrecido vacunarse porque ya se habían suministrado las vacunas a los grupos prioritarios y sobraban algunas dosis que de otra manera se iban a desechar. En varios casos, los vacunados dimitieron o fueron cesados de su puesto.
El 14 de enero, se descubrieron 15 casos de vacunación irregular en la provincia de Alicante: los alcaldes de Vergel y Els Poblets, matrimonio y del PSPV-PSOE, cinco policías y guardias civiles y ocho funcionarias técnicas de servicios sociales. Un día después, el alcalde de Rafelbuñol, del mismo partido, confesó que también se había vacunado. El 16 de enero, el PSPV-PSOE anunció la apertura de un expediente disciplinario y la suspensión cautelar de militancia a los tres alcaldes. El mismo día, se descubrió que el alcalde de La Nucía, del PP también se había vacunado; tanto el alcalde como su partido se excusaron en que se trataba de un médico de atención primaria, a pesar de estar en excedencia.
En la Región de Murcia, el consejero de Salud, Manuel Villegas, dimitió el 20 de enero tras conocerse que él se había vacunado de forma irregular junto con su mujer, otros altos cargos de la Consejería de Salud y 400 trabajadore del Servicio Murciano de Salud. Esther Clavero, alcaldesa de Molina de Segura por el PSOE, fue suspendida de militancia y posteriormente, el 25 de enero, dimitió por haberse saltado el protocolo para vacunarse.
También dimitieron los directores gerentes de la Organización Sanitaria Integrada Bilbao-Basurto y del hospital Santa Marina de Bilbao, tras conocerse su vacunación irregular. En Ceuta, se descubrió que el consejero de Sanidad, Javier Guerrero, y otra decena de altos cargos de la Consejería se vacunaron antes de tiempo en el Hospital Militar, lo que acabó forzando la dimisión de Guerrero varios días después. El 25 de enero dimitió el jefe del Estado Mayor de la Defensa, el general Miguel Ángel Villarroya, tras saberse que él y otros mandos militares a sus órdenes ya se habían vacunado.
A finales de enero se supo de dos casos de obispos vacunados fuera del protocolo: por una parte, el obispo de Mallorca Sebastià Taltavull, junto con los dos sacristanes de la Catedral de Palma; por otra, el obispo de San Cristóbal de La Laguna Bernardo Álvarez, junto con los sacerdotes mayores residentes en la residencia San Juan de Ávila, las religiosas, responsables del centro y personal de la casa y de la empresa externa de limpieza. A estos casos se sumaron en febrero los de los obispos de Orihuela y Cartagena, que, ante la polémica generada, renunciaron a recibir la segunda dosis.
En marzo, El Confidencial reveló que las infantas Elena y Cristina, así como el exdirector del CNI Félix Sanz Roldán, se habían vacunado contra la COVID-19 aprovechando un viaje a Abu Dabi para ver al rey emérito Juan Carlos I. La infanta Elena alegó que su objetivo era obtener un pasaporte sanitario para poder visitar a su padre regularmente, y que «se nos ofreció la posibilidad de vacunarnos, a lo que accedimos». Esto despertó una fuerte polémica que se sumaba a la crisis de imagen en que ya estaba sumida la monarquía en España.

### México
Distintas personas han eludido la espera de las etapas de vacunación que les corresponden y con diversas conductas como la corrupción lograron colocarse en la vacuna. Entre ellas se encuentran:
- José Rogel Romero, ex director del Centro Médico Adolfo López Mateos de la ciudad de Toluca, estado de México. El y su familia lograron presuntamente vacunarse en diciembre de 2020, por lo que su caso fue turnado al Órgano de Control de la Secretaría de Salud del Estado de México.[30] Por dicha acción fue removido de su puesto.[31]
- Germán Arturo Corzo Ríos, director del Hospital de la Mujer de Tabasco, en la ciudad de Villahermosa. Corzo se habría vacunado sin estar al frente de la atención al COVID-19. Fue cesado del cargo por el gobernador del estado Adán Augusto López.[32]

Al respecto el subsecretario de Salud, Hugo López Gatell, pidió a la población que denuncie a las personas que se «salten la fila» y no esperen el turno que les corresponde.

### Polonia
El primer caso de vacunación irregular que salió a la luz en Polonia fue el del político y ex primer ministro Leszek Miller cuando tuiteó un informe médico en el que revelaba haber recibido su primera dosis el 30 de diciembre de 2020. Entre las celebridades vacunadas antes de tiempo se encuentran la actriz Krystyna Janda, la actriz Maria Seweryn, el cantante Michał Bajor y el periodista Edward Miszczak.